# Osbornellus decorus
Osbornellus decorus är en insektsart som beskrevs av Beamer 1937. Osbornellus decorus ingår i släktet Osbornellus och familjen dvärgstritar. Inga underarter finns listade i Catalogue of Life.